# 解愁乡
解愁乡，是中华人民共和国山西省晋中市寿阳县下辖的一个乡镇级行政单位。

## 行政区划
解愁乡下辖以下地区：
解愁村、下解愁村、安胜村、冯家庄村、独壁村、陈家河村、种子坡村、苌榆河村、方山村、赛头村和东村。